# Torrejoncillo
Torrejoncillo (extremadurai nyelven Torrojoncillu) település Spanyolországban, Cáceres tartományban. Torrejoncillo Portaje, Coria, Morcillo, Guijo de Galisteo, Riolobos, Holguera, Pedroso de Acim és Portezuelo községekkel határos. Lakosainak száma 2765 fő (2024).

## Népesség
A település népessége az elmúlt években az alábbi módon változott:
| Lakosok száma | 3524 | 3371 | 3350 | 3338 | 3307 | 3198 | 3116 | 2935 | 2894 | 2765 |
|               | 2001 | 2004 | 2006 | 2009 | 2011 | 2014 | 2016 | 2019 | 2021 | 2024 |